# Wham!
Wham! («Уэм!») — дуэт Джорджа Майкла и Эндрю Риджли, который пользовался огромным успехом в середине 1980-х годов. За всего лишь два года (1984—1986) семь синглов этого коллектива побывали на первом месте британских поп-чартов.
Майкл и Риджли вместе учились в школе. В 1981 году они решили создать группу The Executive, однако эксперимент провалился. Тогда они назвались Wham! и стали выступать дуэтом, причём Майкл отвечал за музыку, а Риджли — за имидж. Их первый сингл Wham Rap! (1982), попал под запрет на радиостанциях за вкрапления нецензурных слов. Вскоре последовал ещё один гедонистический сингл Young Guns (Go for It), в котором один участник убеждает другого повременить со свадьбой.
Несмотря на растущую популярность среди девушек-подростков, Wham! в конце 1983 года исчезли из шоу-бизнеса, Риджли занимался разработкой более сексуального имиджа, а Майкл работал над новым альбомом, для раскрутки которого в мае 1984 года был выпущен сингл Wake Me Up Before You Go-Go. Это был их первый подлинный суперхит, он достиг первого места как в Великобритании, так и в США.
1984 год стал наиболее успешным в истории коллектива. В июле они выпустили синглом балладу Careless Whisper, которая стала крупнейшим хитом лета и побывала на вершине практически всех поп-чартов мира. Эту песню сольно исполнил Джордж Майкл, хотя написана она была совместно с Риджли. В октябре Wham! вернулись на первое место в Европе с синглом Freedom (известным благодаря множеству кавер-версий).
На Рождество вышел благотворительный сингл с композициями Everything She Wants и Last Christmas, а в апреле 1985 года Wham! стали первыми западными суперзвёздами, которые выступили с гастролями в социалистическом Китае. В этом году Риджли увлёкся гонками и закрутил роман с солисткой девичьей группы Bananarama. Когда в ноябре вышел их очередной сингл I’m Your Man, Майкл уже серьёзно подумывал о сольной карьере. Следующий сингл A Different Corner, был официально записан дуэтом, но раскручивался в качестве сольной работы Майкла.
В 1985 году, когда дуэт был на пике популярности, британская компания Mark Time Ltd. выпустила музыкальный редактор Wham! The Music Box для домашнего компьютера ZX Spectrum, куда вошли несколько хитов Wham!
Летом 1986 года было объявлено о распаде дуэта Wham! Прощальный концерт состоялся на стадионе «Уэмбли» в Лондоне, а в июне вышел их последний совместный сингл The Edge of Heaven. Сольная карьера Джорджа Майкла была довольно успешной, в то время как Риджли сразу же ушёл из шоу-бизнеса. Wham! послужил прообразом ряда «мальчиковых» команд конца 1980-х и начала 1990-х годов, среди которых первое место занимают New Kids on the Block в США и Take That в Великобритании. Первым синглом, который выпустил Робби Уильямс после ухода из Take That, была песня Freedom Джорджа Майкла.

## Дискография
- Fantastic (1983)
- Make It Big (1984)
- Music from the Edge of Heaven (1986)
- The Final (1986)